# Väljataguse (Türi)
Väljataguse – wieś w Estonii, w prowincji Järva, w gminie Türi.